# Rudolf III. von Montfort

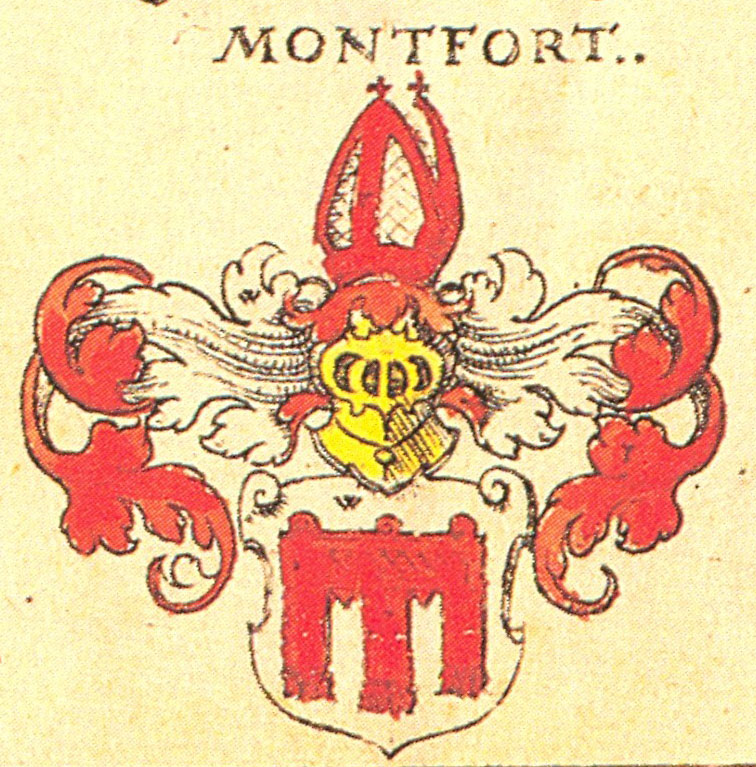
Wappen der Grafen von Montfort

Rudolf III. von Montfort (* zwischen 1260 und 1275; † 27. oder 28. März 1334 in Arbon) war Bischof von Chur (1322–1325) und Konstanz (1322–1334). Er entstammte der jungen Linie Montfort-Feldkirch des schwäbischen Grafengeschlechts Montfort.

## Leben

### Familie
Rudolf war der Sohn von Rudolf II. († 1302), Graf von Montfort-Feldkirch, einer Seitenlinie der Pfalzgrafen von Tübingen, und der Agnes von Grüningen, Tochter von Graf Hartmann I. von Grüningen. Er studierte 1303 die Rechte in Bologna. Nach dem frühen Tod ihres Bruders Hugo IV. († 1310) wurden Rudolf und sein jüngerer Bruder Ulrich II., ebenfalls ein Geistlicher († 1350), Regenten für ihre unmündigen Neffen. Außerdem hatte Rudolf eine Schwester Elisabeth, die mit dem Truchsessen Eberhard von Waldburg verheiratet war.

### Geistliches und politisches Wirken
Rudolfs geistliche Laufbahn glich weitgehend der seines Onkels Friedrich von Montfort († 1290): Rudolf war seit 1283 Chorherr und ab 1307 Dompropst in Chur; 1310 wurde er zum Generalvikar und Stellvertreter des Bischofs von Chur ernannt. Nach dem Tod des Churer Bischofs Siegfried von Gelnhausen († 1321) wurde Rudolf zu dessen Nachfolger gewählt und trat sein Amt am 19. Juli 1322 an. Allerdings wurde er schon im Oktober 1322 von Papst Johannes XXII. zum Bischof von Konstanz ernannt. Das Amt des Churer Bischofs behielt er als Administrator bei, bis ihm am 12. Juli 1325 der Konstanzer Domherr Johann Pfefferhard folgte. Von 1330 bis 1333 war er zudem Administrator der Abtei St. Gallen, der von 1281 bis 1301 ein weiterer Onkel, Wilhelm von Montfort († 1301), als Fürstabt vorgestanden hatte.
Nach der Doppelwahl im Jahre 1318 war der Konstanzer Bischofsstuhl vier Jahre lang vakant gewesen. Deshalb war die finanzielle Lage des Bistums zu Rudolfs Amtsantritt zerrüttet. Rudolf machte sich an die Sanierung der Finanzen des Hochstifts und die Verbesserung des kirchlich-religiösen Lebens in seiner Diözese.
Im Thronstreit zwischen Ludwig dem Bayern und dem Habsburger Friedrich der Schöne standen Rudolf und sein Bruder Ulrich, entgegen der traditionellen Haltung der Grafen von Montfort, auf der Seite Habsburgs. Im Streit zwischen König Ludwig und dem Papst stand er und sein Domkapitel auf der päpstlichen Seite. Nachdem erst die Reichsstadt Konstanz sich auf die Seite Ludwigs gestellt und dieser nach seiner Kaiserkrönung mit den Habsburgern Frieden geschlossen hatte, geriet Rudolf zwischen die Fronten. 1332 beugte er sich dem zunehmenden Druck und erklärte sich bereit, von Kaiser Ludwig die Regalien zu empfangen. 1333 belegte ihn deshalb der Papst wie alle Anhänger Ludwigs mit dem Kirchenbann und entzog ihm die Administration der Abtei St. Gallen. Da Rudolf exkommuniziert war, wurde er in Arbon 1334 in ungeweihter Erde bestattet. Erst Bischof Heinrich III. von Brandis ließ ihn gleich zu Beginn seiner Amtszeit 1357 ins Konstanzer Münster umbetten.